# Zhu Ling
Zhu Ling (em chinês:  朱 玲; Laiwu, 10 de julho de 1957) é uma ex-jogadora de voleibol da China que competiu nos Jogos Olímpicos de 1984.
Em 1984, ela fez parte da equipe chinesa que conquistou a medalha de ouro no torneio olímpico, no qual atuou em cinco partidas.